# Robert Karplus
Robert Karplus (geboren 23. Februar 1927 in Wien; gestorben 22. März 1990) war ein US-amerikanischer theoretischer Physiker und Physik-Pädagoge und Bruder des Chemieprofessors und Nobelpreisträgers Martin Karplus.

## Leben
Robert Karplus war ein Sohn des Kaufmanns Hans Karplus und der Lucie Goldstern. Ein Großvater war der Arzt Johann Paul Karplus, ein Großonkel der Physiker Robert von Lieben. Karplus' Mutter floh mit den beiden Söhnen nach dem Anschluss Österreichs 1938 aus Wien und ging über die Schweiz in die USA. Karplus' Vater Hans, vom NS-Regime ein paar Monate inhaftiert, gelangte ebenfalls in die Vereinigten Staaten.
Ab 1943 studierte Karplus an der Harvard University, wo er bei Julian Schwinger hörte und 1948 bei E. Bright Wilson mit einer sowohl theoretischen als auch experimentellen Arbeit über Mikrowellenspektroskopie promovierte. Bekannt wurde er durch eine Arbeit mit Norman Kroll als Post-Doc am Institute for Advanced Study (1948 bis 1950), in der sie die erste, damals noch sehr umständliche Berechnung des anomalen magnetischen Moments des Elektrons in der Quantenelektrodynamik (QED) auf der störungstheoretischen Ebene von zwei Schleifen ausführten, wofür sie über ein Jahr benötigten. Die Rechnung erklärte gut die experimentellen Ergebnisse und war eine Bestätigung der damals neu entwickelten QED. Später setzte er die QED Berechnungen verschiedener atomphysikalischer Effekte in Harvard fort mit Julian Schwinger und auch mit Abraham Klein, der ebenfalls Assistent von Schwinger war. Ab 1950 war er Assistant Professor an der Harvard University und ab 1954 Associate Professor und ab 1958 Professor an der University of California, Berkeley. 1978 bis 1980 war er Vorsitzender der Graduate Group in Science and Mathematics Education (Sesame) und 1980 Dekan der School of Education in Berkeley. Nach einem Herzanfall beim Jogging 1982 musste er seine Lehrtätigkeit aufgeben. Er war unter anderem Gastprofessor an der University of Maryland und am Massachusetts Institute of Technology (1973/74).
Neben theoretischen Arbeiten zur QED beschäftigte er sich auch mit Festkörperphysik (Hall-Effekt), kosmischen Strahlen und der Strahlung im Van-Allen-Gürtel. Er arbeitete nicht nur theoretisch, sondern auch experimentell – beispielsweise baute er an seiner Universität Apparate zur Herstellung reinen Germaniums für Transistoren.
Ab Ende der 1950er Jahre, als man im Sputnik-Fieber in den USA einen Rückstand auf die UdSSR auch im Unterricht der Naturwissenschaften glaubte entdeckt zu haben, war er führend in der Pädagogik der Naturwissenschaften für Kinder aktiv. Dazu befasste er sich intensiv mit Lernpsychologie speziell von Jean Piaget, die er auch später auf das Lernen bei Erwachsenen erweiterte. Mit Herbert D. Thier leitete er die Science Curriculum Improvement Study (SCIS) (als Direktor 1961 bis 1977), die ein Lehr-Curriculum insbesondere in Physik und Biologie für Schulen entwickelte. 1977 wurde er Präsident der American Association of Physics Teachers (AAPT), deren Oersted Medal er 1981 erhielt. 1978 erhielt er den Award for Distinguished Service der National Science Teachers Association und 1972 den der AAPT.
Er war seit 1948 mit der Physikerin Elizabeth Frazier verheiratet, sie hatten sieben Kinder, darunter die 1950 geborene Physikerin Beverly Karplus Hartline.
1960/61 und 1973/74 war er Guggenheim Fellow. Er war Ehrendoktor der Universität Göteborg.

## Schriften
- mit H. D. Thier: A New Look at Elementary School Science. Chicago: Rand McNally, 1967.
- Introductory Physics: a model approach, Benjamin 1969, Neuauflage Fernand Brunschwig 2003 (mit Biographie)
- als Herausgeber: Physics and Man, Benjamin 1970